# Schlacht bei Buçaco
Bailén –  Roliça –Vimeiro – Saragossa (1808) – Burgos (Gamonal) – Medina de Rioseco – Espinosa –  Tudela – Somosierra – Saragossa (1809) – La Coruña – Torres Vedras – Valls – Braga – Oporto – María – Talavera – Ocaña – Gerona – Ciudad Rodrigo (1810) – Buçaco – Gévora – Barrosa – Badajoz (1811) – Fuentes de Oñoro – La Albuera – Tarragona (1811) – Sagunt (Murviedro) – Ciudad Rodrigo (1812) – Badajoz (1812) –  Majadahonda – Salamanca – García Hernández –  Venta del Pozo – Vitoria – 
Sorauren – San Sebastián – Bidassoa
In der Schlacht bei Buçaco (oder Bussaco in der alten Schreibweise) am 27. September 1810 besiegte ein britisch-portugiesisches Heer unter Wellington eine französische Armee unter Marschall André Masséna, die gekommen war, um Portugal zu erobern.

## Übersicht
Nachdem Wellington die Serra do Buçaco (ein ca. 15 km langer Bergrücken) mit 25.000 Mann britischen und der gleichen Anzahl portugiesischen Truppen besetzt hatte, wurde er fünfmal in Folge von 65.000 Mann französischen Truppen unter Marschall André Masséna angegriffen. Masséna war unsicher über die Stellungen und die Stärke der gegnerischen Kräfte, da Wellington sie auf der abgewandten Hügelseite platziert hatte, wo sie weder leicht gesehen, noch durch Artillerie geschwächt werden konnten. Die Angriffe wurden durch die Korps von Marschall Michel Ney und Generalmajor Jean Reynier ausgeführt, aber nach vielen harten Kämpfen gelang es ihnen nicht, die alliierten Truppen zu vertreiben, und sie mussten sich unter Verlusten von 4500 Toten oder Verwundeten zurückziehen. Die anglo-portugiesischen Verluste lagen bei ca. 1250 Mann.

## Organisation
Wellington hatte sechs britische Infanteriedivisionen zur Verfügung, die Leichte Division (Robert Craufurd), die 1. Infanteriedivision (Brent Spencer), die 2. Infanteriedivision (Rowland Hill), die 3. Infanteriedivision (Thomas Picton), die 4. Infanteriedivision (Lowry Cole) und die 5. Infanteriedivision (James Leith). Den letzteren drei Divisionen war je eine portugiesische Brigade angeschlossen. Zusätzlich gab es mehrere rein portugiesische Einheiten, eine Division unter John Hamilton und drei unabhängige Brigaden unter Denis Pack, Alexander Campbell und John Coleman. George DeGrey, John Slade, George Anson und Henry Fane führten vier britische und fünf portugiesische Kavalleriebrigaden. In der Artillerie waren zu jeweils sechs Batterien, sechs britische (Ross RHA, Bull RHA, Thompson, Lawson, zwei unbekannt), zwei King’s German Legion (Rettberg, Cleeves) und fünf portugiesische (Rozierres, Da Cunha Preto, Da Silva, Freira, Sousa) Einheiten unter Edward Howorth. Dies war die erste große Schlacht des Iberischen Krieges, in der Einheiten der wieder aufgestellten portugiesischen Armee kämpften, was eine große moralische Stärkung dieser unerfahrenen Truppen bewirkte.
Massénas Armee bestand aus dem II. Korps unter Reynier, dem VI. Korps unter Ney, dem VIII. Korps unter Generalmajor Andoche Junot und einer Kavallerie Reserve geführt von Generalmajor Louis-Pierre Montbrun. Die Divisionen von Pierre Merle und Étienne Heudelet de Bierre vervollständigten Reyniers Korps. Neys Korps hatte drei Divisionen unter Jean Gabriel Marchand, Julien Mermet und Louis Loison. Junot hatte die Divisionen von Bertrand Clausel und Jean-Baptiste Solignac. Jedes französische Korps hatte standardmäßig eine Brigade leichter Kavallerie. Jean Baptiste Eblé, Massénas Artilleriekommandant hatte 112 Kanonen unter Befehl.

## Pläne
Wellington postierte seine Armee entlang des Hügelkamms von Buçaco, mit der Richtung nach Osten. Um seine laterale Kommunikation zu verbessern, hatten seine Ingenieure eine Straße gebaut, die längs des Kammes verlief. Cole hielt die linke (nördliche) Flanke. Danach folgten Craufurd, Spencer, Picton und Leith. Hill hielt die rechte (südliche) Flanke unter Einschluss von Hamiltons Männern.
Masséna, von Ney und anderen Offizieren dazu überredet, die britische Position anzugreifen, anstatt sie zu umgehen, befahl eine Erkundung des steilen Abhanges. Er plante Reynier zum Zentrum des Hügels zu senden, von dem er glaubte, es sei die rechte britische Flanke. Nachdem der Angriff des II. Korps einen Erfolg zeigen würde, wollte Masséna die Briten durch Neys Korps entlang der Hauptstraße angreifen lassen. Das VIII. Korps stand hinter dem VI. Korps in Reserve. Während Ney ankündigte, dass er zum Angriff bereit sei, hatte Reynier plötzlich Bedenken, da er befürchtete, dass sein Angriff nicht erfolgreich sein würde.

## Schlacht
Reyniers Truppen steckten im Frühnebel fest. Heudelet schickte seine führende leichte Brigade, in der Formation: eine Kompanie weit und acht Bataillone tief, gerade den Hügel hinauf. Als das führende Regiment den Hügelkamm erreicht hatte, entdeckte es, dass es einem britischen und zwei portugiesischen Bataillonen in Linie mit zwölf Kanonen gegenüberstand. Die Franzosen versuchten ihre Formation von Kolonne in Linie zu verändern. Pelet sagte: „Die Kolonne begann aufzumarschieren wie in einem Manöver.“ Aber das intensive Musketenfeuer der Alliierten begann bald Wirkung zu zeigen. Die französische Infanterie wurde konfus, aber sie klammerten sich noch an einen unsicheren Halt auf dem Kamm.

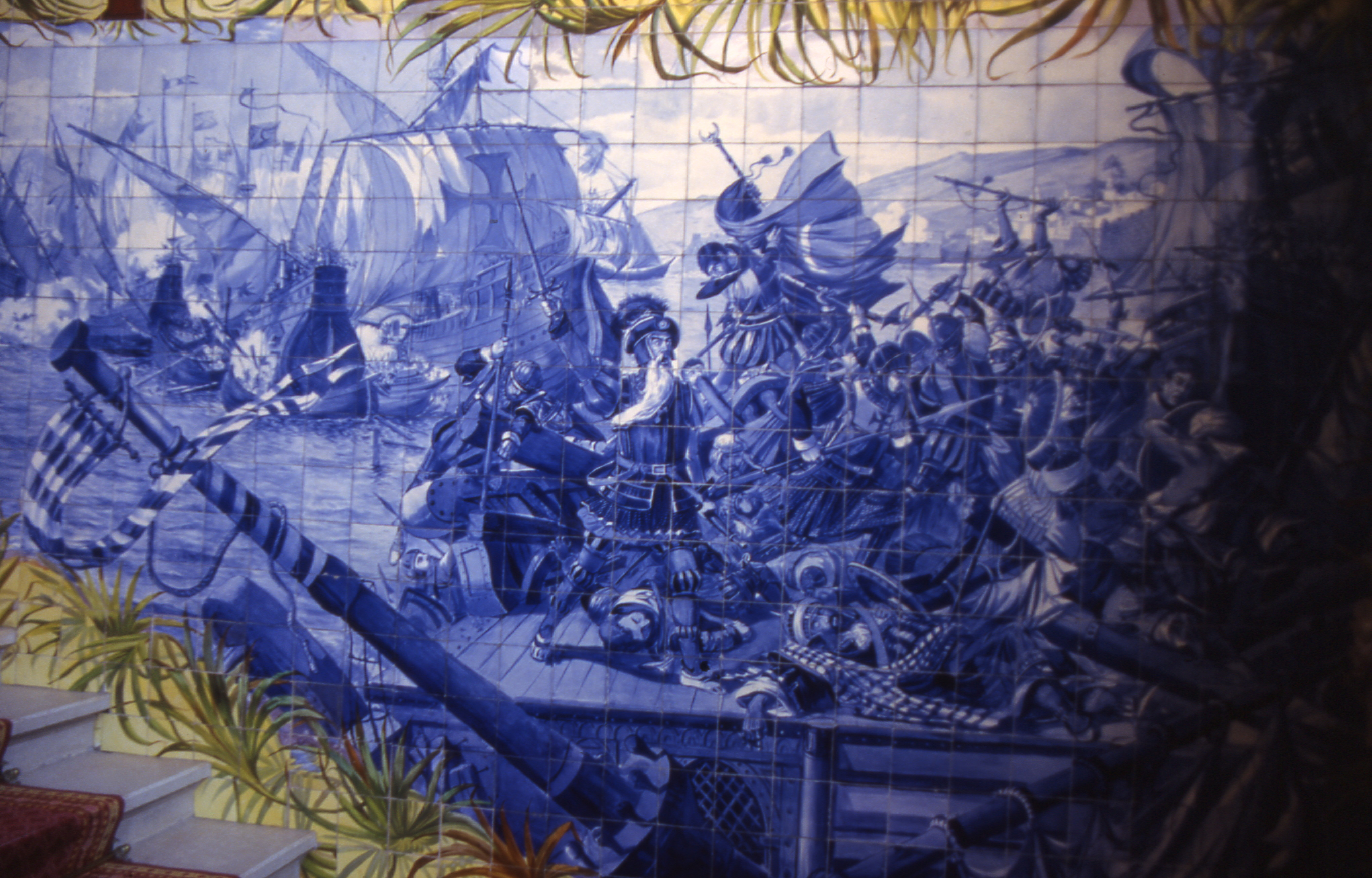
Abbildung (Azulejo) einer Schlacht im Palast von Buçaco

Einige Hundert Meter nach Norden rückte Merles Division in einer ähnlichen Formation auf den Hügel. Picton konzentrierte seine Verteidiger eilig unter Ausnutzung der Längsstraße. Da die Franzosen auf dem Hügelkamm auf eine konkave Linie zweier britischer und zweier portugiesischer Bataillone trafen, gelang es ihnen nicht, in Linie aufzumarschieren. Durch konvergierendes Feuer zermürbt, flohen sie den Hügel hinunter. Merle wurde verwundet, während sein Brigadekommandeur Jean Graindorge tödlich getroffen wurde.
Als er Heudelets zweite Brigade unbeweglich am Fuße des Hügels stehen sah, ritt Reynier zu Maximilien Foy und verlangte einen sofortigen Angriff. Da die Alliierten nach dem Rückschlag der ersten zwei Angriffe nicht mehr in ihren Positionen waren, traf Foy auf einen schwachen Punkt ihrer Verteidigung. Mit Glück trafen die Franzosen auf die am wenigsten vorbereitete Einheit der Alliierten, eine portugiesische Miliz und konnten sie vertreiben. Aber der Morgennebel klarte auf und es zeigte sich, dass kein Gegner der britischen rechten Flanke gegenüberstand. Wellington hatte bereits Leith befohlen, seine Männer nach Norden zu schicken, damit sie Picton unterstützen konnten. Bevor Foys Männer ihren Gewinn sichern konnten, wurden sie von zwei Bataillonen Leiths und einigen von Pictons Männern angegriffen. Die Franzosen wurden vom Hügel vertrieben und ihr Brigadekommandeur verwundet. Als sie dies sahen, zog sich Heudelets andere Brigade zum Fuß des Hügels zurück.

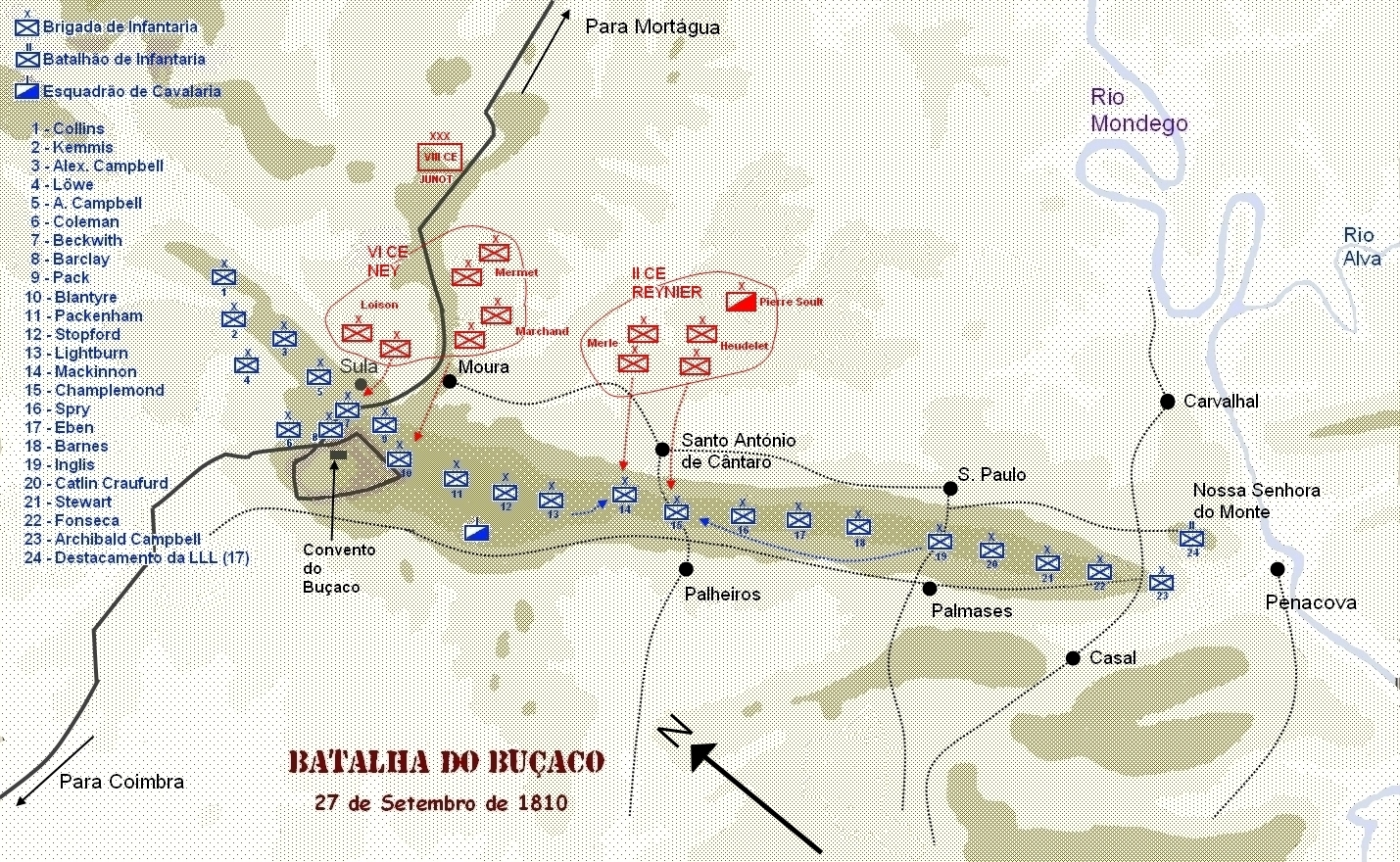
Detailplan der Stellungen

Als er das Gewehrfeuer hörte, nahm Ney an, dass Reyniers Männer erfolgreich waren und ordnete einen Angriff an. In diesem Sektor stieg die Straße in einem langen Zacken, vorbei an den Dörfern Moura und Sula, hinauf, um am Konvent von Buçaco den Kamm des Hügels zu erreichen. Gegen eine sehr schwere britische Jägerlinie kämpfte sich Loisons Division vorwärts. In der Nähe des Gipfels lagen 1800 Männer des 43. und des 52. Regimentes und warteten. Als Loisons führende Brigade sich dem Konvent näherte, standen zwei britische Einheiten auf, feuerten eine schreckliche Salve auf kurze Entfernung und griffen mit dem Bajonett an. Die französische Brigade zerbrach und floh unter Zurücklassung ihres Kommandeurs Edouard Simon, der verwundet war und gefangen genommen wurde.
Eine kurze Zeit später und etwas weiter südlich, kam Loisons zweite Brigade unter Nahfeuer von zwei Artilleriebatterien und alliierten Gewehren. Auch diese Einheit wurde vertrieben. Ein letzter Angriff von Marchands Brigaden erlitt eine Niederlage, als sie auf Packs portugiesische Brigade trafen. Beide Seiten verbrachten den Rest des Tages mit heftigen Jägergefechten, aber die Franzosen versuchten keinen Großangriff mehr.

## Folgen

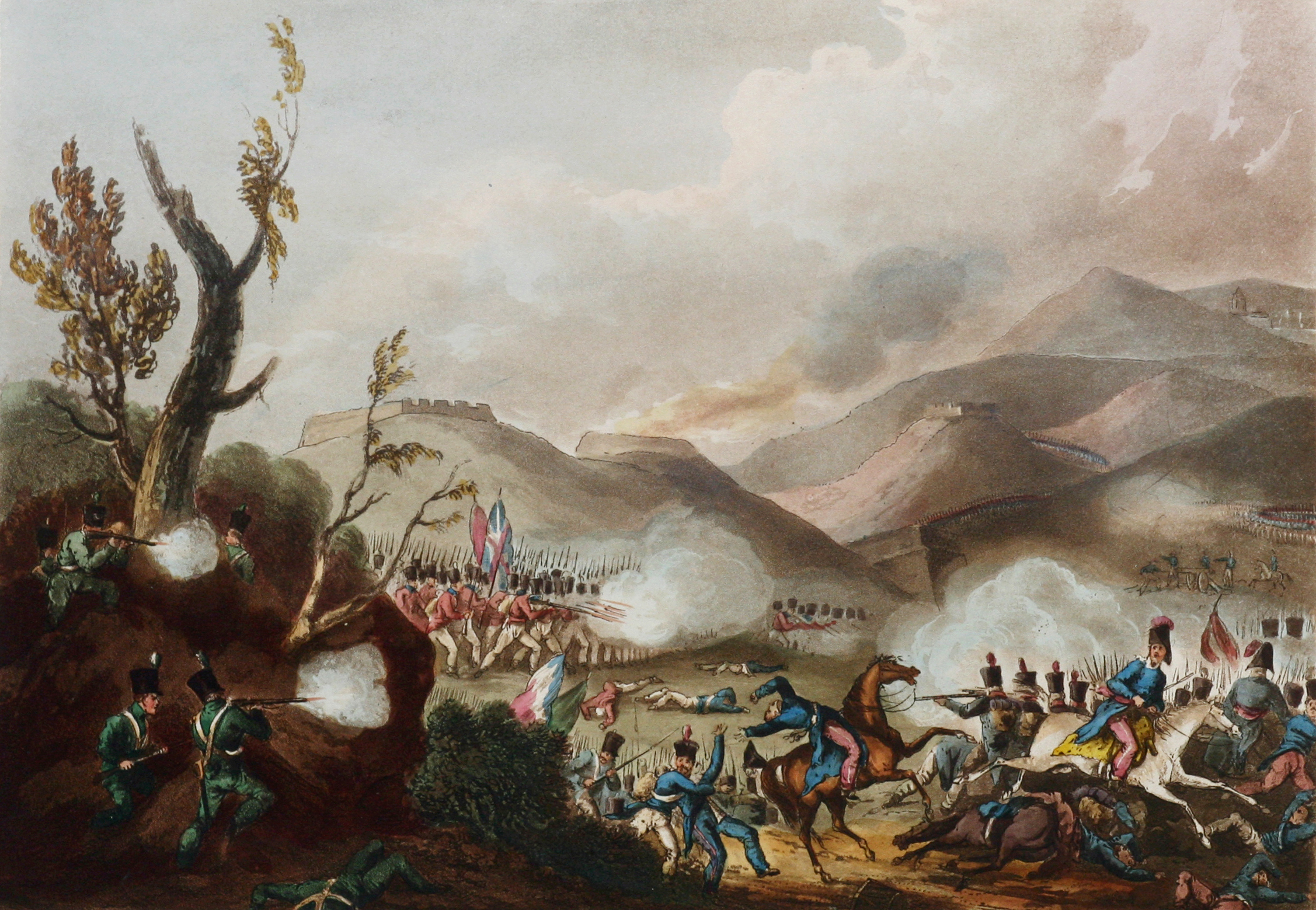
Gravur der Schlacht (London 1815)

Masséna bewegte seine Truppen nach rechts, um diese Stellung zu umgehen, Wellington setzte den Rückzug hinter die bereits früher befestigten Linien von Torres Vedras fort. Er erreichte diese im Oktober 1810. Nachdem Masséna erkannte, dass sie zu stark waren, um sie anzugreifen, zog er sich in Winterquartiere zurück. Durch Mangel an Lebensmitteln für seine Männer und gequält durch die britischen ‚hit-and-run‘ Taktiken verlor er weitere 25.000 Mann, die gefangen wurden oder durch Hunger und Krankheit verstarben, bevor er sich früh im Jahr 1811 nach Spanien zurückzog. Dadurch war Portugal von der französischen Besatzung mit Ausnahme der Grenzfestung Almeida befreit. Während des Rückzuges fand die Schlacht von Sobral de Monte Agraço (13.–14. Oktober 1810) statt.